# 9 км (зупинний пункт, Одеська залізниця)
9 кіломе́тр — пасажирський залізничний зупинний пункт Одеської дирекції Одеської залізниці.
Розташований на півночі села Сухий Лиман Одеського району Одеської області на лінії Одеса-Застава I — Арциз між станціями Одеса-Західна (9 км) та Ксенієве (8 км).
Зупиняються електропоїзди Одеса — Білгород-Дністровський.